# Стренско
Стренско (словен. Strensko) је насељено место у општини Лашко, Савињска регија, Словенија.

## Историја
До територијалне реорганизације у Словенији било је у саставу старе општине Лашко.

## Становништво
У попису становништва из 2011. године, Стренско је имало 54 становника.
| Број становника према пописима | Број становника према пописима | Број становника према пописима |
| ------------------------------ | ------------------------------ | ------------------------------ |
| 1991                           | 2002                           | 2011                           |
| 57                             | 54                             | 54                             |